# Aeropuerto de Kalamata
El aeropuerto internacional de Kalamata (en griego: Κρατικός Αερολιμένας Καλαμάτας) Captain Vassilis Constantakopoulos (códigos IATA: KLX; OACI: LGKL) es un aeropuerto en la ciudad de Kalamata, Peloponeso, en Grecia. Desde marzo de 2013 la aerolínea de bandera es Aegean Airlines.

## Situación
Abierto en 1959, está ubicado al oeste de ciudad de Kalamata sobre las riberas del río Pamissos, que marca el límite entre las ciudades de Kalamata y Messini (la ciudad de Messini se encuentra al oeste del aeropuerto). El aeropuerto está dedicado esencialmente a vuelos charters o estacionales desde 1986. Su nueva terminal fue inaugurada en 1991. Fue rebautizado con el nombre actual, "Captain Vassilis Constantakopoulos", en 2012.

## Aerolíneas y destinos
| Aerolíneas            | Destinos |
| --------------------- | --- |
| Aegean Airlines       | Seasonal: Düsseldorf, Copenhague, Lárnaca, Lyon, Milan–Malpensa, Moscow-Domodedovo, Munich, Nantes, Paris-Charles de Gaulle, Stockholm-Arlanda |
| Austrian Airlines     | Seasonal: Vienna |
| Avanti Air            | Seasonal charter: Innsbruck |
| British Airways       | Seasonal: London-Heathrow |
| Brussels Airlines     | Seasonal: Bruselas |
| Condor                | Seasonal: Düsseldorf, Frankfurt, Stuttgart, Munich                                                                                             |
| easyJet               | Seasonal: London-Gatwick |
| Eurowings             | Seasonal: Viena |
| Laudamotion           | Seasonal: Vienna |
| Olympic Air           | Thessaloniki (PSO) |
| Scandinavian Airlines | Seasonal charter: Oslo |
| Swiss                 | Seasonal: Génova |
| Thomas Cook Airlines  | Seasonal: Birmingham, London-Gatwick, Manchester                                                                                               |
| Transavia             | Seasonal: Ámsterdam |
| TUIfly Belgium        | Seasonal: Lille |